# 강병찬
강병찬(1951년 4월 15일 ~ 2002년 5월 1일)은 대한민국의 전직 축구 선수 및 전 축구 지도자다. 

## 지도자 경력
선수 은퇴 후 1987년 대한민국 대표팀의 코치를 역임한 뒤 1987년부터 1993년까지 6년간 한국상업은행 감독을 역임하며 1988년 전국실업축구연맹전 추계리그 준우승을 이끌기도 했다.
그리고 2000년 2월 부탄 축구 국가대표팀의 초대 사령탑으로 부임한 이후 처음이자 마지막 국제 대회인 2000년 AFC 아시안컵 예선에 참가하기도 했지만 2001년초 무렵 말기암 판정을 받고 귀국한 뒤 투병 생활을 이어가다가 끝내 2002년 5월 1일 향년 51세를 일기로 세상을 떠났다.
그로부터 한달 후인 같은 해 6월 30일 브라질 대 독일의 2002년 FIFA 월드컵 결승전이 열리던 날 부탄은 당시 FIFA 랭킹이 꼴찌에서 2번째였으며 팀부의 창리미탕 경기장에서 열린 FIFA 랭킹 최하위인 몬트세랫과 친선 경기에서 4-0으로 승리했는데 ‘또 다른 결승전’이라 불린 이 경기가 열린 날이 강병찬의 49재 날이었다.